# Irene Steer
Irene Steer, född 10 augusti 1889 i Cardiff, död 18 april 1977 i Cardiff, var en brittisk simmare.
Steer blev olympisk guldmedaljör på 4 x 100 meter frisim vid sommarspelen 1912 i Stockholm.